# Manon Tardon
Pour les articles homonymes, voir Tardon.
 (août 2024).
Si vous disposez d'ouvrages ou d'articles de référence ou si vous connaissez des sites web de qualité traitant du thème abordé ici, merci de compléter l'article en donnant les références utiles à sa vérifiabilité et en les liant à la section « Notes et références ».
Yvonne Renée Manon Tardon, dite Manon Tardon, née le 17 août 1913 à Fort-de-France (Martinique), et morte le 23 décembre 1989 dans la même ville est une figure de la Résistance intérieure française et de la France libre.

## Biographie

### Jeunesse et famille
Yvonne Renée Manon Tardon, dite Manon Tardon, est née le 17 août 1913 à Fort-de-France (Martinique). Elle est la fille d'Asthon Tardon (1882-1944) et de Berthe Marie Waddy (1887-1961), et est la troisième enfant d'une fratrie de cinq enfants qui comptait trois garçons et deux filles. Son père, Asthon Tardona fait partie de la bourgeoise de couleur de Martinique, propriétaire terrien de plus de 700 hectares, il produisait de la canne à sucre, des citrons, et du cacao entre le Morne-Rouge et l’Anse Couleuvre au Prêcheur. Au début du XXe siècle, il a été maire de la commune du Prêcheur pendant plusieurs décennies, et aussi conseiller général de la Martinique.
Son frère Raphaël Tardon est un poète et un écrivain : il décrivait l'île de Martinique et sa mixité sociale dans ses romans et recherches historiques.
Elle est aussi la tante du scénariste et dialoguiste Bruno Tardon, qui a travaillé pour le cinéma et la télévision.

### Études
À l’âge où les enfants sont désignés pour suivre l'enseignement de l'école publique, on lui donne un précepteur à domicile. Plus tard, revenue à Fort-de-France elle sera inscrite au pensionnat colonial. Elle mène de front les programmes de deux classes, seconde et première. Elle passe le Bac à 15 ans avec succès après avoir obtenu une dispense spéciale, vu son âge.
Elle quitte ensuite la Martinique et s'installe à Paris ; où elle réside dans l'avenue Mozart. Elle étudie à la Sorbonne, et elle obtient une licence d'histoire et géographie et deux certificats supérieurs, une d'histoire moderne et contemporaine, l'autre d'histoire du Moyen Age.

### Engagement militaire
Lors de la Seconde Guerre mondiale, elle s'engage dans l'armée, et suit l'école des cadres du général de Lattre de Tassigny, des cours réguliers d'instruction militaire créés dès 1940 par le Général de Gaulle ; elle est confirmée spécialiste A.F.A.T., autrement dit « Arme féminine de l'armée de terre », d'abord admise au grade d'aspirant, puis d'officier Lieutenant.
Elle participe aux différents réseaux de résistance de la France libre, elle est réfugiée à Châteaudun en Eure-et-Loir, où elle se trouve au moment du débarquement des armées anglo-américaines en Normandie de 1944, elle accueille le 19 août 1944 les troupes du Général Bradley en route sur Paris qui suivirent celles du Général Leclerc de la 2e DB pour la libération de Paris.
Dans l'armée, elle sympathise avec une autre martiniquaise créole, Simone Beuzelin. Elle fera la campagne d'Alsace et de Vercors et recevra la croix de guerre avec palme en vermeil pour son action menée pendant la guerre.
Le 8 mai 1945, elle fait partie de la délégation dirigée par le général de Lattre de Tassigny, pour recevoir l'acte de capitulation de l'Allemagne nazie. Elle y était présente en sa qualité d'officier spécialiste d'état-major de 1re catégorie.

### Démobilisation
En 1945, elle rentre à la Martinique en permission de 6 mois. Ensuite, elle est démobilisée sur place le 23 juin 1946. Elle retourne en Martinique après la guerre, et y passera le reste de sa vie.

### Vie privée
Manon Tardon épouse Jack Sainte-Luce Banchelin, qu'elle a rencontré au cours de ses années d’étude. Jack Sainte-Luce Banchelin est avocat au barreau de Paris et est commandant de parachutistes pendant la Seconde Guerre mondiale.
Manon Tardon et Jack Sainte-Luce Banchelin ont deux enfants : une fille, morte en bas âge, et un fils, Pierre, né en 1942.

### Décès
Manon Tardon est morte à 76 ans en 1989 durant son transfert à l'hôpital de Fort-de-France des suites d'une chute dans son escalier. Les causes de l'accident ne sont pas connues. Elle eut des obsèques officielles, où une délégation militaire était présente, son catafalque était recouvert du drapeau français, en hommage à son engagement pour la République.

## Distinctions
- Croix de guerre 1939-1945 dite « France libre » avec palme en vermeil[4].

## Hommages
- Hommages militaires de la Nation lors de ses obsèques en 1989.
- Nom d'une rue de Fort-de-France (quartier Plateau Didier) associée à son frère Raphaël.
- A l'occasion de la journée international des droits des femmes du 8 mars 2023, le réseau social Snapchat instaure plusieurs monuments virtuels en l'honneur de plusieurs femmes françaises marquantes, en réalité augmentée. Une statue virtuelle, uniquement visible sur le réseau social, est installée à Nantes, à côté du monument réel du général Leclerq[7],[8].